# Siegfried von Merseburg

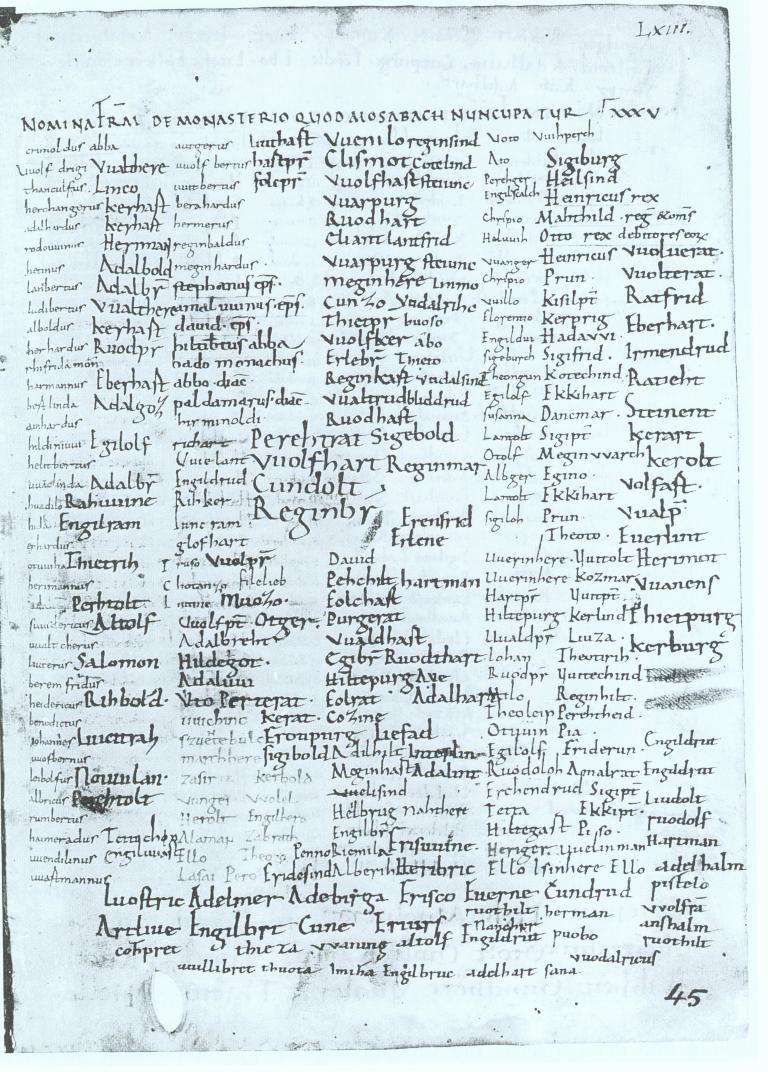
Eintrag Siegfrieds als Sigifrid in einem Gruppeneintrag der ottonischen Königsfamilie und ihrer wichtigsten Helfer von 929 im Reichenauer Verbrüderungsbuch, Zürich, Zentralbibliothek, Rh. hist. 27, pag. 63.

Siegfried von Merseburg († 10. Juli 937) war ein sächsischer Graf, der aufgrund seiner Herkunft und seiner Nähe zur königlichen Familie gegen Ende der Herrschaft König Heinrichs I. zu den bedeutendsten Großen in Sachsen gehörte. Ihm wurde die Erziehung des jüngsten Königssohnes Heinrich übertragen. Als Legat übte er das prestigeträchtige Amt eines militärischen Oberbefehlshabers aus und vertrat Otto den Großen während dessen Abwesenheit in Sachsen. Widukind von Corvey bezeichnete ihn in seiner Sachsengeschichte als Zweiten hinter dem König und besten unter den Sachsen.

## Leben
Siegfried war der älteste Sohn des ostfälischen Grafen Thietmar und der Hildegard. Über seine Mutter war er mit der königlichen Familie verwandt. Deren Schwester, die Frau des Grafen Erwin von Merseburg, war die Mutter Hatheburgs, der ersten Gemahlin König Heinrichs I. Siegfrieds Schwester Hidda war verheiratet mit dem Grafen Christian, der 945 als Markgraf im Gau Serimunt erwähnt wird. Sein jüngerer Bruder Gero war als Markgraf lange einer der mächtigsten Vertrauten König Ottos I. Karl Schmid ist zu dem Ergebnis gelangt, dass Siegfried und Asic, der 936 im Kampf gegen die Böhmen gefallene Anführer der Merseburger Schar, identisch sind.
Nach der 919 erfolgten Wahl von Heinrich I. zum ersten deutschen König vermochte dessen langjähriger Erzieher und Ratgeber Thietmar eine Ehe seines Erstgeborenen Siegfried mit Irminburg, entweder einer Halbschwester oder einer Tochter des Königs, zu arrangieren. Damit wurde Siegfried zum Mitglied der königlichen Familie, was seine Position in jungen Jahren erheblich stärkte. Irminburg verstarb früh. Aus der Verbindung sind keine Nachkommen bekannt.
Aus einer noch vor 924 geschlossenen zweiten Ehe mit der vermutlich aus dem Hause der ostfälischen Brunonen stammenden Guthia (Jutta) gingen dann mindestens zwei Kinder hervor: Thietmar († 3. Oktober 959) und ein weiterer Sohn, der im Kampf fiel. Die Abstammung des ersten Brandenburger Bischofs Dietmar (ab 949; † 7. August 968) von Siegfried ist fraglich und wohl nur durch die Namensähnlichkeit zu Thietmar konstruiert worden.
Die Familie seines Vaters Thietmar war vor allem im Harzgau und im Nordthüringgau begütert. Da Erwin von Merseburg ohne Erben starb, kamen nicht unerhebliche Teile seiner Güter über Siegfrieds Mutter Hildegard, der Schwägerin des Merseburgers, hinzu. Das Gesamterbe ging mit dem Tode Thietmars (1. Februar 932) in die Hände Siegfrieds und seines Bruders Gero über.
Am 25. Juni 934 schenkte Heinrich I. „dem Grafen Sigifrid auf Bitte des Grafen Heinrich Besitzungen im Schwabengau in der Grafschaft desselben Sigifrid: den Hof Gröningen, Kroppenstedt, Amendorf und alle von Abt Hadumar [von Fulda] eingetauschten Pertinenzen von Gröningen“ (vgl. Regesta Imperii zu 934). Diese erhebliche Schenkung nutzte Siegfried zusammen mit seiner Frau Guthia (Jutta) bereits 936 zur Gründung von Kloster Gröningen nicht nur zu eigenem Seelenheil, sondern insbesondere auch für das Seelenheil von König Heinrich, dessen Frau Mathilde und deren Kindern. Im gleichen Jahr starb der König, das Jahr darauf auch Siegfried. Seinen Todestag überliefert das Nekrolog der Kirche St. Michael in Lüneburg mit dem 10. Juli. Da Widukind von Corvey Siegfrieds Tod in die gleiche Jahreszeit setzt wie denjenigen des bairischen Herzogs Arnulf, dessen Todestag für den 14. Juli 937 belegt ist, hat der Lüneburger Eintrag eine größere Wahrscheinlichkeit für sich als der in diesem Zusammenhang ebenfalls diskutierte Eintrag eines Siegfried im Merseburger Totenbuch für den 3. Dezember.

## Rezeption
Die Historiographen Andreas Angelus in seiner 1589 erschienenen Annales Marchiae Brandenburgicae als auch Lorenz Peckenstein im 1608 veröffentlichten Theatrum Saxonicum ordnen Siegfried dem Geschlechterverband der Nachfahren Widukinds zu und bezeichnen ihn als Grafen von Ringelheim und Oldenburg. Die Zuordnung beruht auf einer Verwechselung von Siegfrieds Vater Thietmar mit dem gleichnamigen westfälischen Grafen Thietmar, dem Vater der Königin Mathilde. Für dessen Nachkommen lässt sich auch eine Verbindung zum Ort Ringelheim an der Innerste herstellen. Das dortige Kloster Ringelheim war einer Urkunde Ottos I. nach von Ymmat, einem Verwandten Mathildes, gestiftet worden.